# Marquesado de Casa Loring
El marquesado de Casa Loring es un título nobiliario español que fue creado a favor de Jorge Loring y Oyarzábal, empresario, humanista y político español, en 1856 por la reina Isabel II de España.
El I marqués fue hijo de George Loring James, comerciante estadounidense originario de Boston, Massachusetts, quien se tituló ingeniero de Caminos, Canales y Puertos por la Universidad de Harvard y quien hacia el año 1810, viajó permanentemente entre Málaga, Boston y Baltimore, hasta que en 1817, se radicó permanentemente en Málaga, donde se casó con Rosario Oyarzábal Herrera, hija de Ignacio Antonio Oyarzábal, natural de Cádiz y de Josefa Herrera, natural de Málaga. El padre del I marqués tuvo siete hijos.
Jorge Loring se casó con Amalia Heredia Livermore en 1850, con quien tuvo ocho hijos. Fue el continuador de la Sociedad Loring Hermanos, empresa que participó en la construcción de los  ferrocarriles de Andalucía, así como en la creación y funcionamiento del Banco de Málaga. Fundó el periódico "El Correo de Andalucía" y regentó los altos hornos de Málaga, la ferrería "La Constancia", una fundición de plomo y varios yacimientos mineros.
Durante 1854 y 1855 todo el litoral que baña las costas del mar Mediterráneo  debió enfrentar una terrible epidemia de cólera morbo-asiática. Málaga no fue la excepción por lo que su Ayuntamiento formó una Junta de Sanidad, para realizar una suscripción en favor de los afectados por la enfermedad que provocó miles de muertos. En reconocimiento a la labor humanitaria que Jorge Loring realizó durante la epidemia de cólera recibió el título nobiliario de marqués de Casa Loring por Real Decreto de 11 de abril de 1856, siendo Ministro de Gracia y Justicia José Arias, para él y sus herederos a partir del 27 de mayo de ese año. Además fue merecedor del Vizcondado de la Caridad y la Encomienda por el papa Pío IX.
La actual titular del marquesado de Casa Loring corresponde a un miembro del linaje de la casa de Toledo.

## Marqueses de la Casa Loring
- Jorge Loring y Oyarzábal (Málaga, 6 de agosto de 1822-11 de febrero de 1900), I marqués de Casa Loring.

Contrajo matrimonio con Amalia Heredia Livermoore de quien tuvo ocho hijos: Jorge, Manuel, María, Concepción, Tomás, Isabel y Amalia.  Le sucedió su hijo primogénito.
- Jorge Loring y Heredia, II marqués de Casa Loring,[1][2] hijo del anterior.

Contrajo matrimonio con su prima Julia Heredia Grund, hija de Tomás Heredia Livermoore y Julia Grund Cerero. Le sucedió su hija Julia.
- Julia Loring Heredia, III marquesa de Casa Loring.

Contrajo matrimonio con Ricardo Federico Gross de Orueta. Sucedió su hijo:
- Federico Jorge Gross y Loring (m. 28 de junio de 1981), IV marqués de Casa Loring.[4]

Casó con Elvira Rétola Corral, sin descendencia, sucedió su hermana:
- Julia Gross y Loring (m. Málaga, 13 de marzo de 1994), V marquesa de Casa Loring.[6]

Casó con José Ignacio Álvarez de Toledo y Mencos (m. 3 de agosto de 1979), VII conde de Villapaterna. Le sucedió su hijo.
- José Carlos Álvarez de Toledo y Gross (Málaga, 7 de noviembre de 1929–Madrid, 19 de marzo de 2000), VI marqués de Casa Loring.[8] VIII conde de Villapaterna

Casó en Ginebra el 12 de enero de 1961 con Victoria Eugenia Marone-Cinzano. Sucedió su hija:
- Victoria Eugenia Álvarez de Toledo y Marone-Cinzano (n. Málaga, 8 de octubre de 1961), VII marquesa de Casa Loring.[10]

Casó en Madrid el 29 de septiembre de 1982 con Alfonso Codorníu y Aguilar (n. Madrid, 24  de abril de 1954), padres de: Jaime (n. Madrid, 16 de febrero de 1985), Ana (n. Madrid, 24 de enero de 1987) y Carla Codorníu y Álvarez de Toledo.